# Liquidambar styraciflua

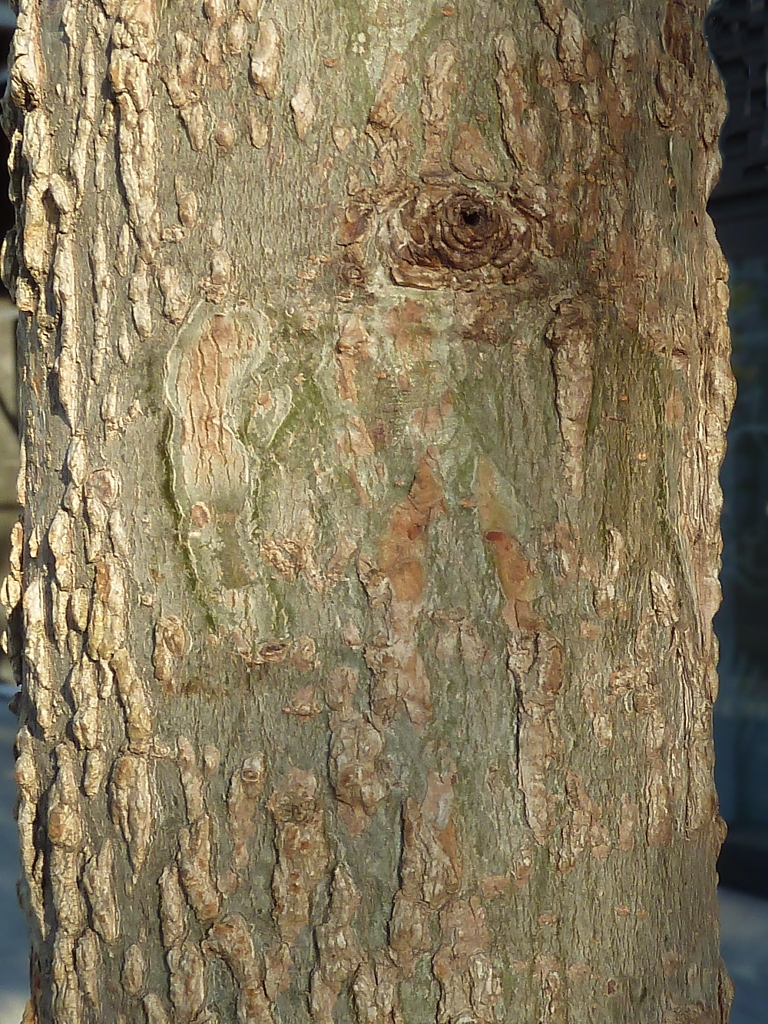
Corteza del tronco.

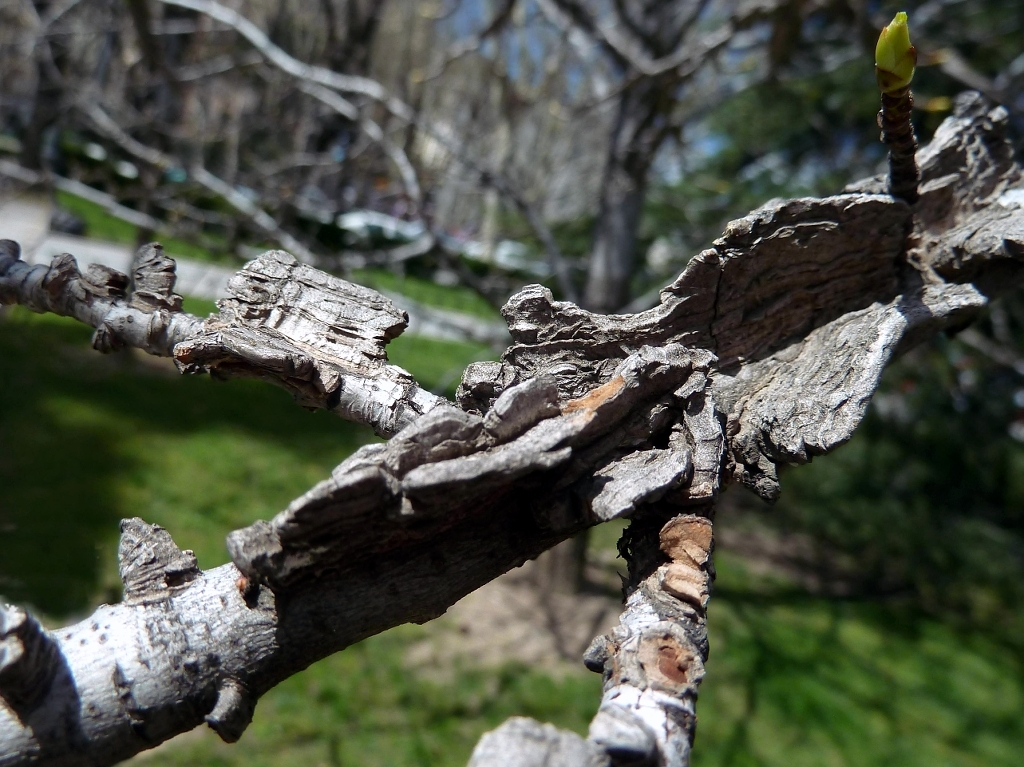
Excrecencias patentes discontinuas corchoides en las ramas menores.

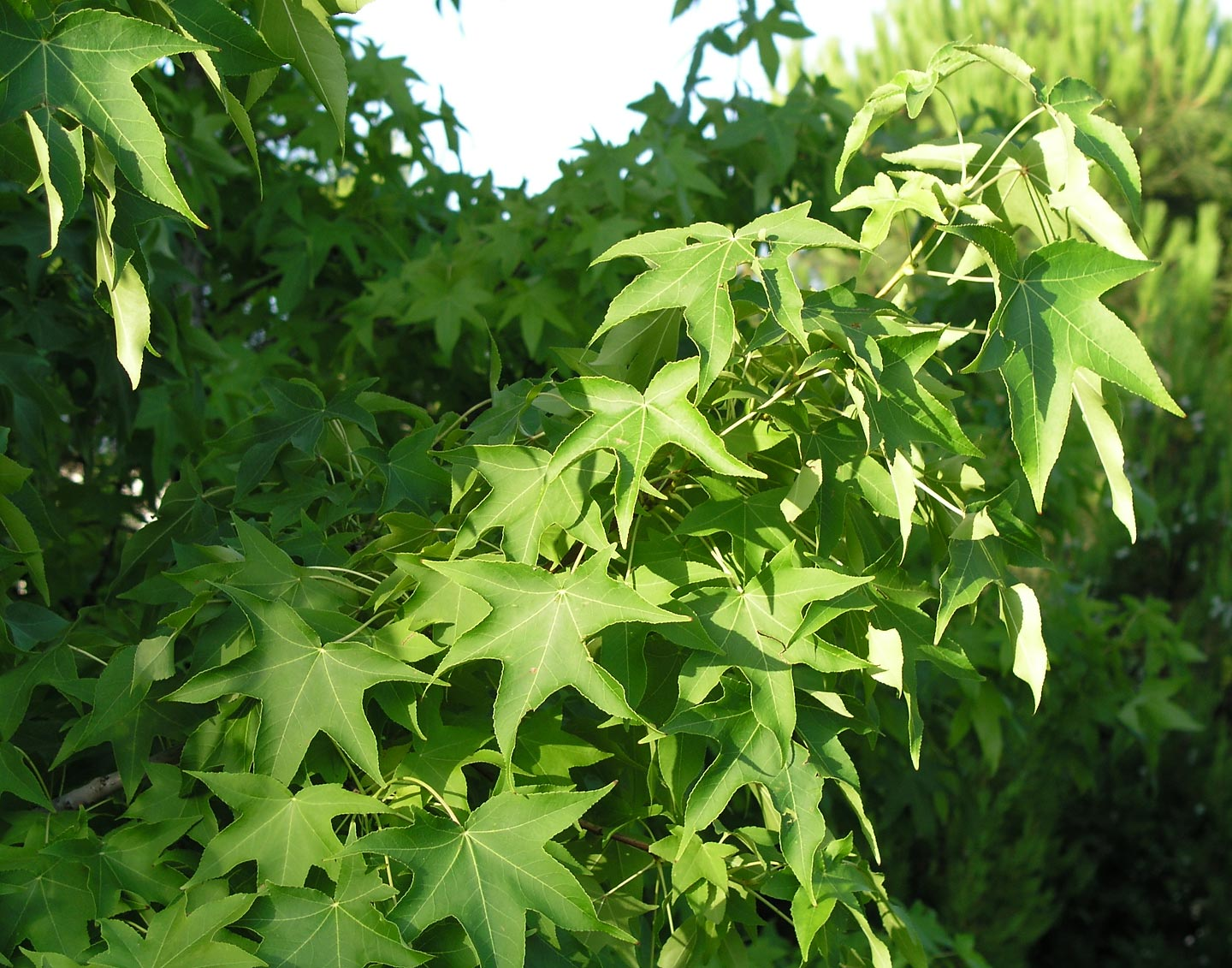
Hojas.

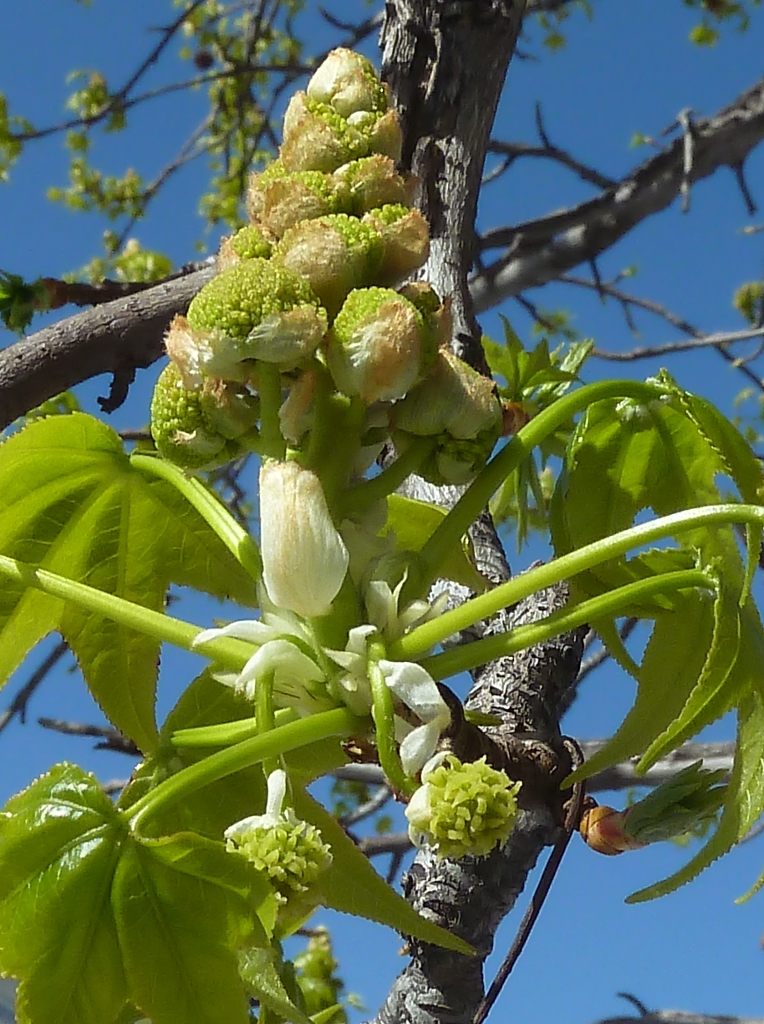
Pedúnculo floral masculino e inflorescencias femeninas péndulas.

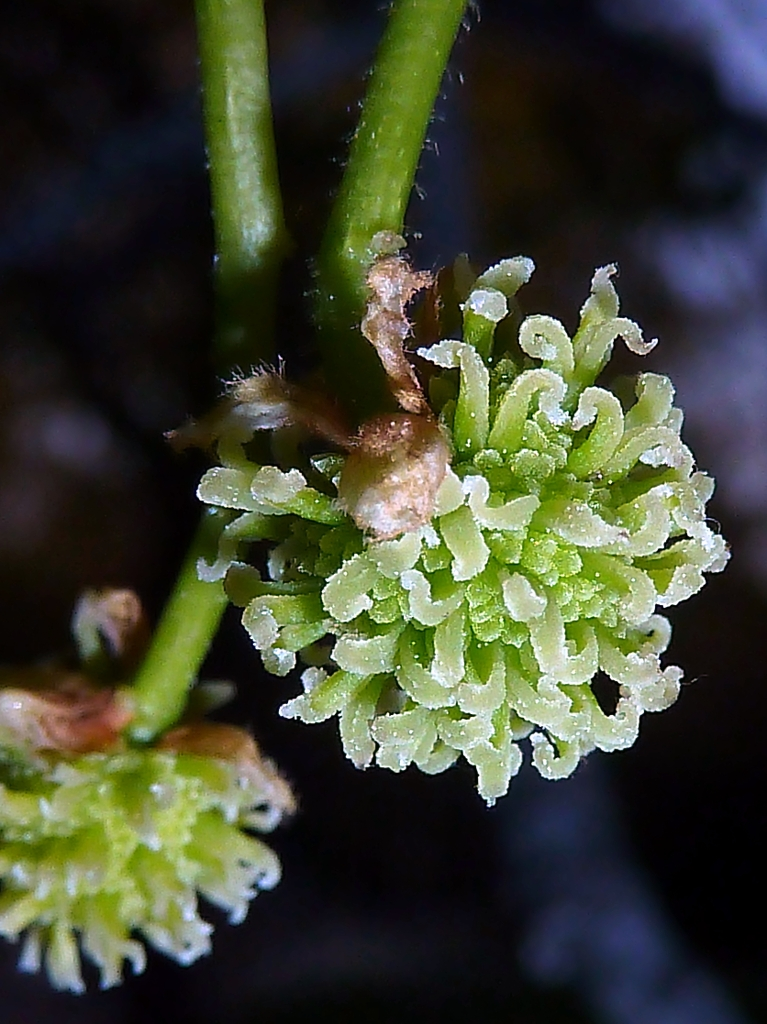
Inflorescencia femenina in situ.

Liquidambar styraciflua, liquidámbar americano o, simplemente, liquidámbar, es un árbol caducifolio de la familia Altingiaceae, anteriormente considerada como parte de las Hamamelidaceae.

## Descripción
Es un árbol medio a grande, hasta 20 a 35 m (excepcionalmente 41 m), con un tronco de hasta 1 m (incluso más de 2) de diámetro, ramificado desde la base con ramas más o menos patentes. La copa alcanza hasta 8-10 m de diámetro. El tronco joven, las ramas menores y las ramitas tienen, como todos los representantes del género Liquidambar, unas excrecencias de corteza -tipo corcho- patentes, laminares y discontinuas, longitudinales a su largo, que le dan un aspecto muy particular e inconfundible. Las hojas son palmadas y lobuladas, de 7 a 19 cm (raramente de 25 cm) largas y anchas y con un pecíolo de 6 a 10 cm, luciendo parecido a las hojas de los arces. Las estipulas, en la base linear-lanceoladas, de unos 3-4 mm de largo, tempranamente caedizas. El limbo de las hojas tiene cinco lóbulos puntiagudos, y son fácilmente distinguibles de las de los arces por su disposición alterna, no en pares opuestos; son de color verde oscuro y tupido, y en muchos casos se tornan en brillantes naranjas, rojo y púrpuras en otoño.
Es árbol monoico, con las inflorescencias masculinas verdosas en racimos pedunculados, erectos, cónicos, de 3-6 cm de largo, compuestos de numerosas cabezuelas centimétricas, globulares y también pedunculadas de abundantes flores sin perianto, con cuatro a ocho estambres por flor, caducas después de la antesis. Las flores femeninas —también de color verdoso y sin sépalos ni pétalos— tienen un hipanto discoide con cinco a ocho estaminodios, un ovario uni o bi-locular de uno a dos o muchos óvulos, anátropos y de placentación axial, acabado por un pistilo de dos estilos con estigmas doblados hacia fuera y se organizan en inflorescencias péndulas esféricas de tamaño centimétrico, muy acrescentes durante la fructificación, con decenas de flores, colgando de un fino pedúnculo alargado. Ambas inflorescencias, masculina y femenina, aparecen al mismo tiempo que las hojas -final del invierno, principios de primavera- y están insertadas prácticamente en un mismo punto, envueltas en vainas individuales dobles caedizas muy pubescentes, de color pardo.
El fruto, péndulo -al igual que las inflorescencias- es compuesto, pesado, seco, globoso, de 2,5 a 4 cm de diámetro y con numerosas (20 a 50) cápsulas biloculares septicidas con los dos estilos y sus estigmas persistentes y endurecidos, y cada una de dichas cápsulas se abren aún en el árbol y las semillas se dispersan por anemocoria mientras las infrutescencias se resecan, oscurecen y se quedan in situ durante largo tiempo. Hay una o dos semillas viables por lóculo, elípticas alargadas, de tamaño centimétrico, negruzcas, apicalmente aladas —ala de color canela, algo traslúcida— y con diminutas manchas sub-rectangulares alargadas más oscuras, y numerosas semillas abortadas milimétricas, sin ala, de color amielado, angulosas y con aspecto de serrín.

## Distribución y hábitat
Es nativo de áreas templadas del este de Norteamérica, en Estados Unidos desde el sur de Nueva York al oeste y sur de Misuri y el este de Texas y el sur y centro de Florida. Es especialmente popular en California, donde se puede encontrar en forma silvestre. En Florida, se vende en sitios situados tan al sur como Lake Worth (Florida). En México desde el sur de Nuevo León al sur de Chiapas; nativo también en Belice, El Salvador, Honduras, Nicaragua y Guatemala.
Cultivado en la zonas templadas de todo el mundo: por ejemplo, se introdujo exitosamente en Canadá, Argentina, Australia, Chile, Europa, Hawái, Nueva Zelanda, Sudáfrica, Uruguay, Colombia  y Zimbabue.
Campos, bosques, llanuras inundadas, pantanos, ríos. Crece desde el nivel del mar hasta los 800 m s. n. m.
En Bogotá es usado en alineaciones urbanas a 2600 m. s. n. m con variación de color en su follaje según la época estacional (verde a morado, rojo y en algunos casos amarillo o naranja), con buen crecimiento y tolerancia al frío, la altura y pluviosidad de la ciudad.
En Estados Unidos crece en bajas y moderadas altitudes, mientras en México, Guatemala y El Salvador crece a mayores altitudes donde el clima se atempera. Crece mejor en suelos francos, húmedos, ácidos, arcillosos, y tolera pobre drenaje. Tolera moderadamente las sales. Puede desarrollar clorosis en suelo alcalino, especialmente donde el contenido de materia orgánica es bajo.
Florece de marzo a mayo, y la infructescencia acaba su maduración y libera sus semillas a finales del otoño.
El árbol más grande conocido de Liquidambar styraciflua, 41,4 m de altura, con un diámetro de tronco de 2,25 m, se cita de Condado de Craven, Carolina del Norte (Estados Unidos).

## Historia
El primer registro de esta planta apareció en castellano por F. Hernández, publicado en 1651, describe este gran árbol que produce una goma fragante que recuerda al ámbar líquido, de allí su nombre. En Historia Plantarum de Ray (1686) se la llama Styrax liquida. En 1681, lo introdujo en Europa John Banister, un misionero naturalista enviado por Henry Compton (1632 - 1713), Obispo de Londres de 1675 hasta 1713, quien los plantó en los jardines del palacio episcopal de Fulham.

## Usos
Era una planta bien conocida como medicinal por los nativos americanos: Cheroqui, Choctaw, Houma, Koasati, y las tribus Rappahannock lo utilizaban de diversas maneras, especialmente la goma, la corteza y la raíz, como antidiarreíco, en dermatología y ginecología. También como febrífugo y sedante, entre otros.
El liquidámbar americano es un árbol ornamental popular por sus intensos colores otoñales; pero tiene algunos problemas: la madera es débil y se desrama fácilmente con las tormentas. Es desagradable caminar sobre sus frutos puntiagudos, y su profusion hace difícil su quite.
La madera es muy compacta y de grano fino, el duramen es rojizo, y tiene vetas negruzcas; se usa para pulpa de fibra, es pobre para carpintería o leña. Como suele secar en color negro, se lo utiliza en vez de la ebonita para marcos de cuadros, y otros usos similares, pero no tolera el exterior.
La resina, liquid ambar o bálsamo copal, no tiene virtudes especiales medicinales, siendo inferior en propiedades terapéuticas a otras de su clase. Es una clase de bálsamo nativo, o resina, como la turpentina. Suele ser clara, rojiza o amarillenta, con un aroma a ámbar gris. Se lo pasa forma sólida, e históricamente se exportaba en barriles. Ganó fama de ser un excelente bálsamo pulmora, y bueno contra la ciática, debilidad nerviosa, etc. Mezclado con tabaco, la goma se utilizó para fumar en la corte de los emperadores mexicanos. Se usó mucho en Francia como perfume para guantes. Se cultiva en México, algo en latitudes altas de Norteamérica, y/o Inglaterra.
Liquidámbares americanos han sido elegidos como especie para adornar el World Trade Center Memorial en Nueva York.

## Taxonomía
Liquidambar styraciflua fue descrita por Carlos Linneo, y publicado en Species Plantarum, vol. 2, p. 999 en 1753.
Etimología
Liquidambar: nombre genérico que deriva de la palabra latina liquidus y la palabra árabe para ambar, aludiendo al líquido de color ámbar que produce.
styraciflua: epíteto compuesto de styrax y ciflua que significa "goma o cola de Styrax".
Sinonimia
- Liquidambar barbata Stokes
- Liquidambar gummifera Salisbury
- Liquidambar macrophylla Oerst., 1863
- Liquidambar styraciflua var. mexicana Oerst., 1863[11]

Cultivares selectos

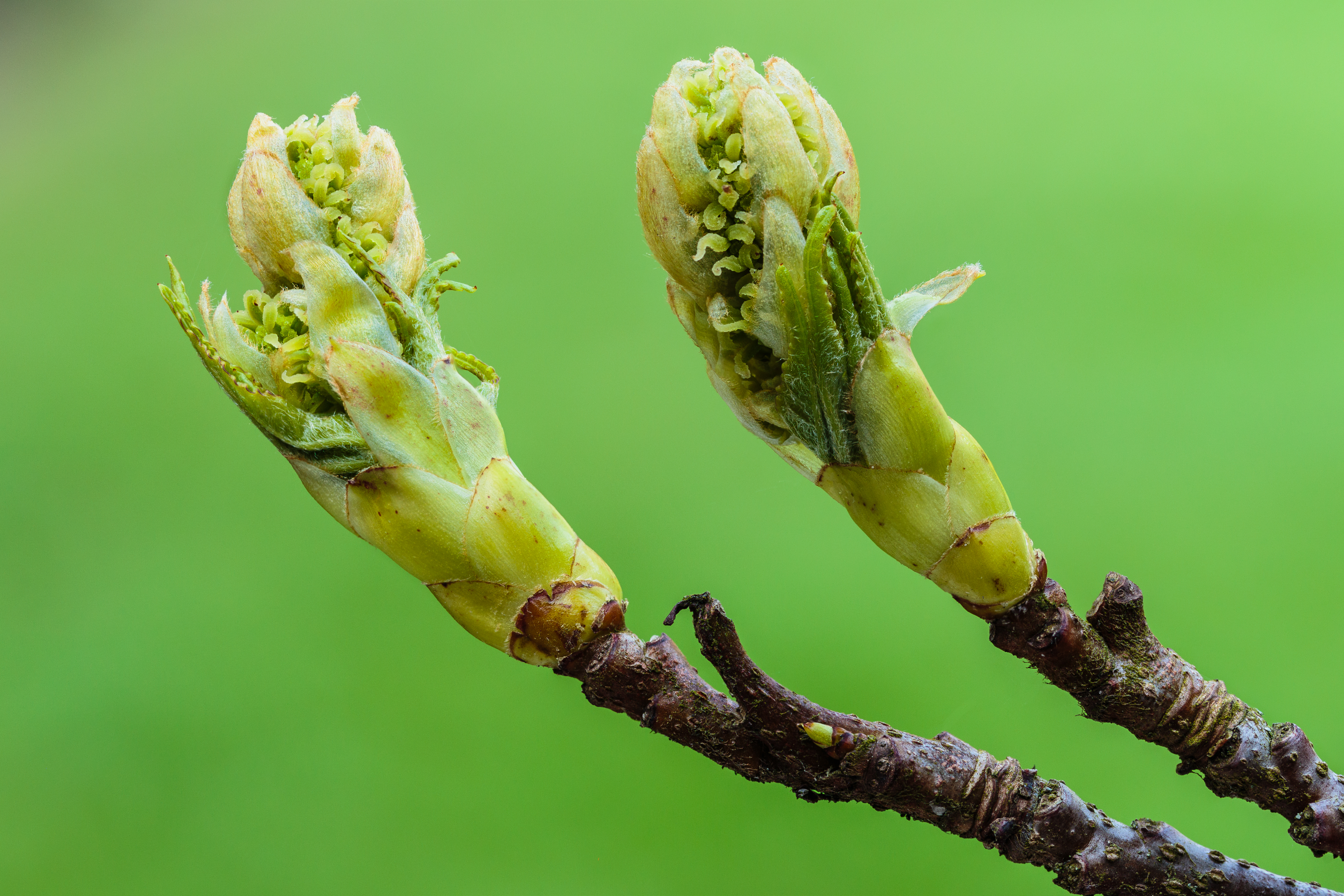
Hojas y botones florales en desarrollo de un liquidámbar (Liquidambar styraciflua).

- 'Burgundy' – rojo oscuro a púrpura persistentes en invierno.
- 'Clydesform' - vendido como Emerald Sentinel®; columnar o columnar estrecho; hasta 9 m; colores amarillo-naranja.
- 'Festival' – columnar; hojas verde pálidas en verano; brillantes amarillos, rosa y rojo en otoño.
- 'Goduzam' (Polvo Dorado) – variegado; rosa a rojo-púrpura en otoño.
- 'Grazam' – piramidal. Naranja, rojo y púrpura en el estío.
- 'Gumball' – cultivar arbustivo enano, no más de 2 m púrpura-rojo.
- 'Moraine' – forma redondeada, rápido crecimiento, rojo, hasta -30°.
- 'Palo Alto' – varios tonos de rojo en otoño; mejor en California.
- 'Parasol' – desarrolla corona redonda; hasta 10 m; profundo rojo.
- 'Rotundiloba' – cultivar estéril con lóbulos redondos en las hojas.
- 'Slender Silhouette' - columnar muy angosto.
- 'Worplesdon' – cultivar con colores naranja, rojo y púrpura.

## Nombre común
- liquidámbar de México, ocozol.[12]

## Galería

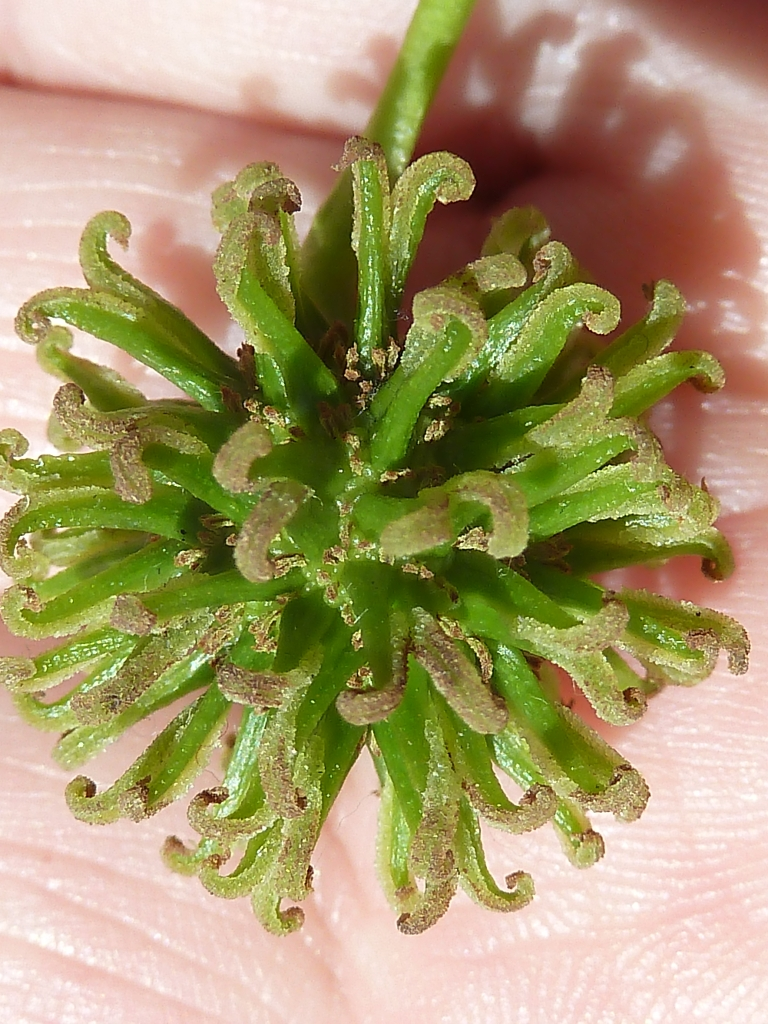
Infrutescencia muy incipiente.
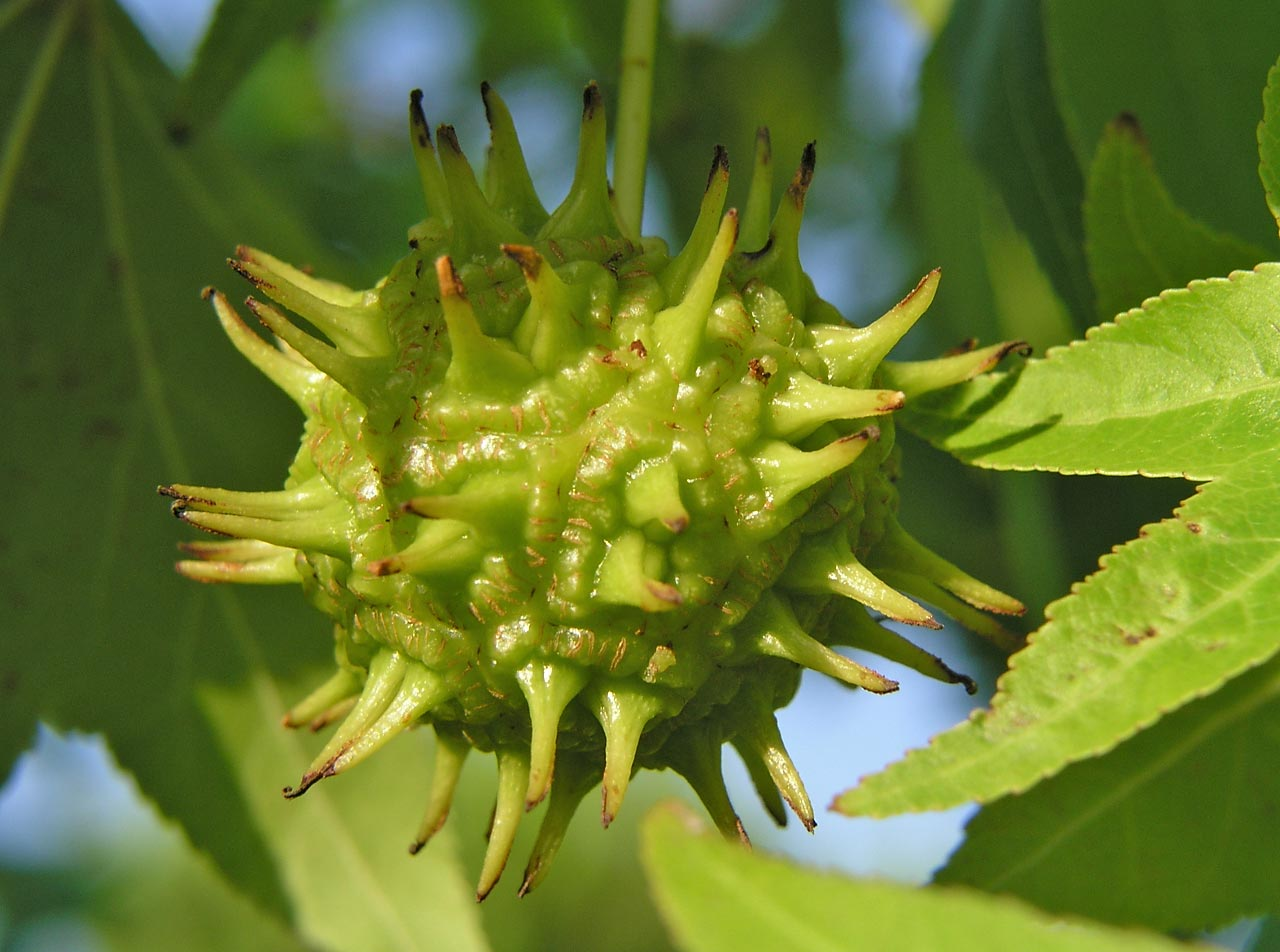
Fruto inmaduro mostrando las cápsulas pares.
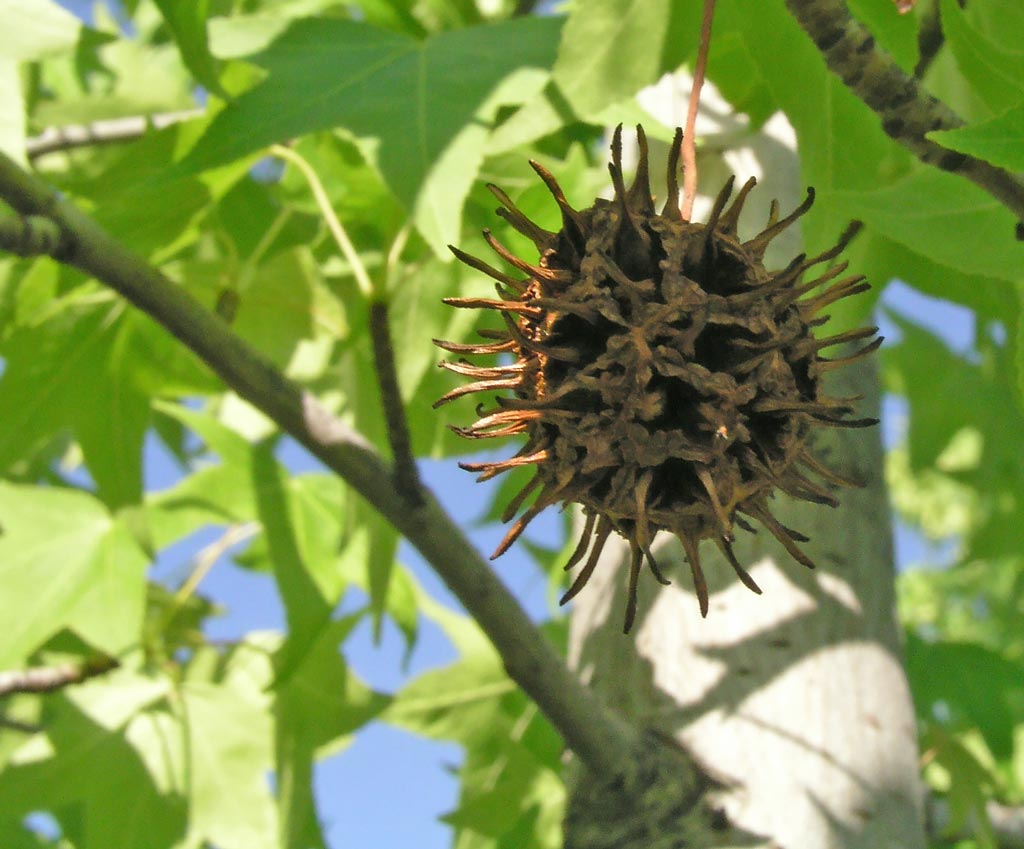
Fruto maduro después de la dispersión de las semillas.
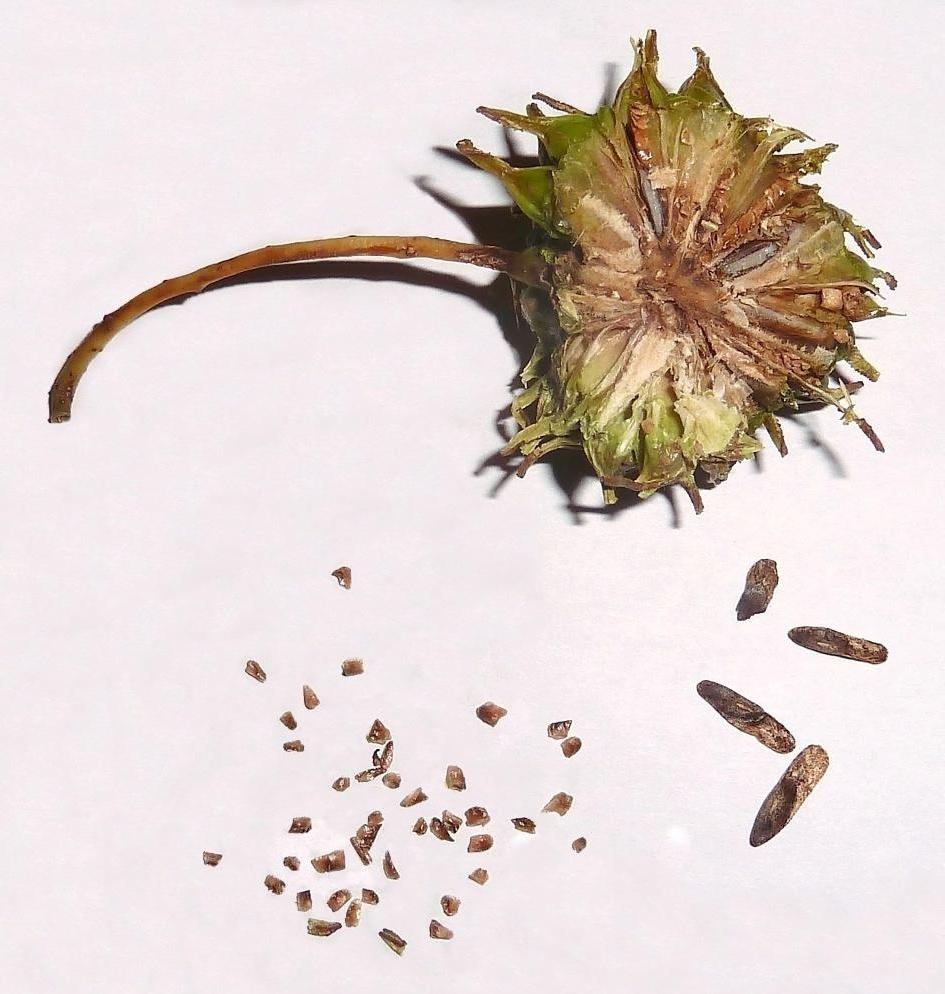
Fruto multicapsular cortado longitudinalmente, con semillas in situ y sueltas (abortadas y aladas).
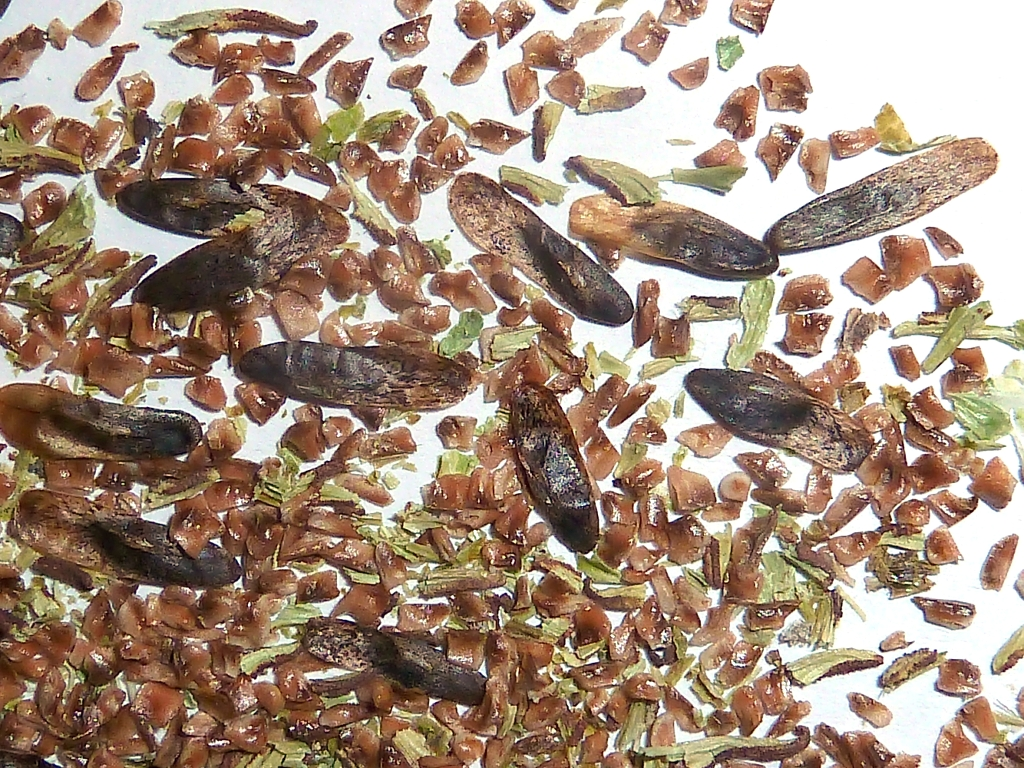
Semillas abortadas y semillas aladas sueltas.